# 陳奇猷
陈奇猷（？—1635年），原名赵奇猷，后复姓陈，號襄宸，云南鹤庆军民府民籍。明朝政治人物。

## 生平
萬曆四十六年（1618年）戊午科雲南鄉試舉人，天啓二年（1622年）壬戌科進士，性长厚，为诸生时拾遗金，归其主。六年授中书，崇祯元年题请复原陈姓，三年考选，授广东道御史，管城工厂库，疏陈滇事，极中肯。窽视节慎库，以清慎闻。四年巡视东城，巡青，五年降调，八年因弹主政贪秽，为所挤革职，归道卒。